# Тарабаев, Никита Макарович
Никита Макарович Тарабаев (1897 год, Тыгиш, Камышловский уезд, Пермская губерния, Российская империя — 25 декабря 1964 года, Тыгиш, Богдановичский район, Свердловская область, РСФСР, СССР) — Герой Социалистического Труда (1948), бригадир колхоза «Уральский рабочий» Богдановичского района Свердловской области.

## Биография
Родился в 1897 году в селе Тыгиш Камышловского уезда Пермской губернии (ныне — городской округ Богданович Свердловской области) в крестьянской семье.
В 1929 году вступил в коммуну «Краснополье», позже преобразованной в колхоз «Уральский рабочий», а в 1934 году стал в нём председателем.
В годы Великой Отечественной войны, в 1941 году был призван в Красную Армию, был ранен. В 1943 году, после излечения, был комиссован.
После демобилизации в 1943 году, вернулся в родной колхоз, работал звеньевым по растениеводству колхоза «Уральский рабочий» в 1943—1963 годах, конюхом в 1963—1964 годах.
Скончался 25 декабря 1964 года, похоронен на кладбище села Тыгиш.

## Награды
За свои достижения был награждён:
- 09.03.1948 — звание Герой Социалистического Труда с золотой медалью Серп и Молот и орден Ленина «за получение высокого урожая пшеницы и ржи в 1947 году (30,07 центнера с гектара на площади в 26,7 гектара)»;